# Andreas Kindscher
Andreas Kindscher OSB (* im 15. Jahrhundert in Biberach; † 23. September 1541 in Ochsenhausen) war als Andreas I. der 8. Abt der Reichsabtei Ochsenhausen im heutigen Landkreis Biberach in Oberschwaben.

## Leben
Siebzehn Konventualen versammelten sich am 3. September 1508 zur Wahl des neuen Abtes. Anwesend waren auch zwei Äbte aus den benachbarten oberschwäbischen Klöstern, Abt Georg Piscatoris Vischer vom Kloster Zwiefalten und Abt Johannes aus dem Kloster Elchingen. Andreas war der sechste in Biberach geborene Abt. 1515 wurde er vom Benediktinerorden zu Mainz nach Vorschrift des Basler Konzils Kommissär und Schiedsrichter des Ordens für die Diözesen Konstanz und Chur. Unter ihm gehörten zum Stift die Mönche Johannes Laubacher von Pfullendorf und Vitus Wick.
Andreas setzte die unter Abt Hieronymus I. Biechelberger 1501 vom Schwäbischen Bund angeordnete Geldstrafe von 4000 Gulden für Ungehorsam außer Kraft. Papst Leo X. erlaubte 1513 den Mönchen in begründeten Ausnahmefällen in der Zeit des vierzigtägigen Fastens Fleischspeisen zu sich zu nehmen. 1522 erteilte Papst Hadrian VI. den Priestern des Stifts die Erlaubnis, die inkorporierten Pfarreien Mittelbuch, Ringschnait, Füramoos und Wain zu betreuen. Bischof Hugo von Landenberg bestätigte diese Gunst 1523.
Nach 33 Jahren Amtszeit verstarb Abt Andreas I. am 23. September 1541.